# تشانغ بينغ (لاعب رماية)
تشانغ بينغ (بالصينية: 張冰) هو لاعب رماية صيني، ولد في 6 يناير 1969.

## وصلات خارجية
- تشانغ بينغ على موقع الاتحاد الدولي (الإنجليزية)
- تشانغ بينغ على موقع أوليمبيديا (الإنجليزية)